# Xã Oak Lake, Quận Brookings, South Dakota
Xã Oak Lake (tiếng Anh: Oak Lake Township) là một xã thuộc quận Brookings, tiểu bang Nam Dakota, Hoa Kỳ. Năm 2010, dân số của xã này là 100 người.